# Asturiella
Asturiella is een geslacht van uitgestorven kreeftachtigen uit de klasse van de Ostracoda (mosselkreeftjes).

## Soorten
- Asturiella blessi Becker, 1971 †
- Asturiella calveri Bless, 1970 †
- Asturiella cicatricosa Robinson, 1978 †
- Asturiella elongata Robinson, 1978 †
- Asturiella fernandezi Bless, 1970 †
- Asturiella horowitzi Bless, 1970 †
- Asturiella limburgensis Bless, 1970 †
- Asturiella ucrainica (Gurevich, 1959) Olempska, 1993 †